# Bangiaceae
Bangiaceae Duby, 1830 è una famiglia di alghe rosse dell'ordine delle Bangiales. È una famiglia particolarmente famosa per il suo uso alimentare in molti paesi del mondo, come Giappone, Corea, Cina, Galles e Cile.

## Generi
- Aspalatia Ercegovic
- Bangia Lyngbye
- Bangiadulcis W.A.Nelson
- Bangiella Gaillon
- Bangiomorpha N.J.Butterfield
- Boreophyllum S.C.Lindstrom, N. Kikuchi, M.Miyata, & Neefus
- Clymene W.A.Nelson
- Diadenus Palisot de Beauvois ex O.Kuntze
- Dione W.A.Nelson
- Diploderma Kjellman
- Diplodermodium Kuntze
- Fuscifolium S.C.Lindstrom
- Girardia S.F.Gray
- Lysithea W.A.Nelson
- Minerva W.A.Nelson
- Miuraea N.Kikuchi, S.Arai, G.Yoshida, J.A.Shin, & M.Miyata
- Neothemis A.Vergés & N.Sánchez
- Phyllona J.Hill
- Porphyra C.Agardh
- Porphyrea Solier
- Porphyrella G.M.Smith & Hollenberg
- Pseudobangia K.M.Müller & R.G.Sheath
- Pyropia J.Agardh
- Spermogonia Bonnemaison
- Themis N.Sánchez, A.Vergés, C.Peteiro, J.Sutherland, & J.Brodie
- Wildemania De Toni